# Tina Moe
Tina Moe, född 1962, är en svensk sångerska och låtskrivare.
Hon växte upp i Ånn i Jämtland. Hon har spelat in flera musikalbum, samtliga på svenska och med egen text och musik.[källa behövs]
Tina Moe har gjort egna turnéer och varit körsångerska åt bland andra Py Bäckman.[källa behövs] Hon gjorde tre av låtarna på soundtracket till filmen Ingen kan älska som vi från 1988.

## Diskografi
- 1983 – Oro
- 1984 – Om en stund
- 1990 – Liv & lust
- 1994 – Kär-Lek
- 1998 – Bilder av mitt liv
- 2015 - ’’Livet, Människan & Kärleken